# 余雪明
余雪明（1939年1月8日—）廣東平遠人，其父親乃是中華民國監察院前院長余俊賢。中华民国法学家、法官。

## 生平
余雪明是国立台湾大学法律学系学士，美国柏克莱加州大学法学博士。历任国立台湾大学法律学系副教授，马尼拉亚洲开发银行法律顾问，中国输出入银行副总经理，国立台湾大学法律学系教授，证券市场发展基金会董事长，台湾证券交易所上市审议委员会委员、董事，财团法人联合征信中心董事，台湾银行常务董事，公务人员退抚基金管理委员会委员，劳工退休基金监理委员会委员，证券暨期货管理委员会顾问。2003年，余雪明出任司法院大法官。2007年，余雪明卸任司法院大法官职务。